# 第1號鋼琴協奏曲 (蕭斯達高維契)
《c小調第1號鋼琴協奏曲》，作品35，是俄國作曲家蕭士達高維契作創作的作品。寫於1933年，是蕭氏最常演奏的協奏曲。同年10月15日及17日由列寧格勒愛樂樂團作首演，史蒂多里任指揮，蕭士達高維契擔任鋼琴獨奏，舒米特（Alexander Schmidt）擔任小號獨奏，這次首演獲得了不俗的評價
本曲雖然是一首鋼琴協奏曲，但因樂隊編制中除了絃樂器外，就只有1支小號，而且它在樂曲中亦有不少獨奏段落，蕭氏曾在個人書信中也提及過本有意寫另一首小號協奏曲，最終則是把它放進這首曲子內，因此慣常都被視作另一個獨奏者，演出時亦享有與鋼琴獨奏者一樣被尊稱的待遇。

## 結構
共為分四個樂章，各樂章之間均不間斷連奏，演奏時間大約25分鐘，和他後來創作的《第2號鋼琴協奏曲》，都是屬於較為短小的作品。
- 第1樂章：小快板（Allegretto）－緊接（attacca）：

以鋼琴快速的下、上行級進及小號長音前奏帶入第一主題。鋼琴在左手的八分音符伴奏下，右手奏出帶附點的旋律，並由第一小提琴複述。第二主題速度稍為加快，鋼琴奏出以附點節奏配合十六分音符急速的流動，樂隊採用齊奏的方式作襯托。
- 第2樂章：緩板（Lento）－緊接（attacca）：
- 第3樂章：中板（Moderato）－緊接（attacca）：

只佔少於2分鐘的樂章以鋼琴獨奏為主的間奏樂章，中段為第1小提琴主導的絃樂團過場，鋼琴重新加入後直接進入下一樂章。
- 第4樂章：煇煌的快板（Allegro con brio）

## 配器
- 鋼琴獨奏
- 銅管樂器：1小號
- 絃樂器：第1小提琴、第2小提琴、中提琴、大提琴、低音提琴、2豎琴（齊奏）